# André Piganiol

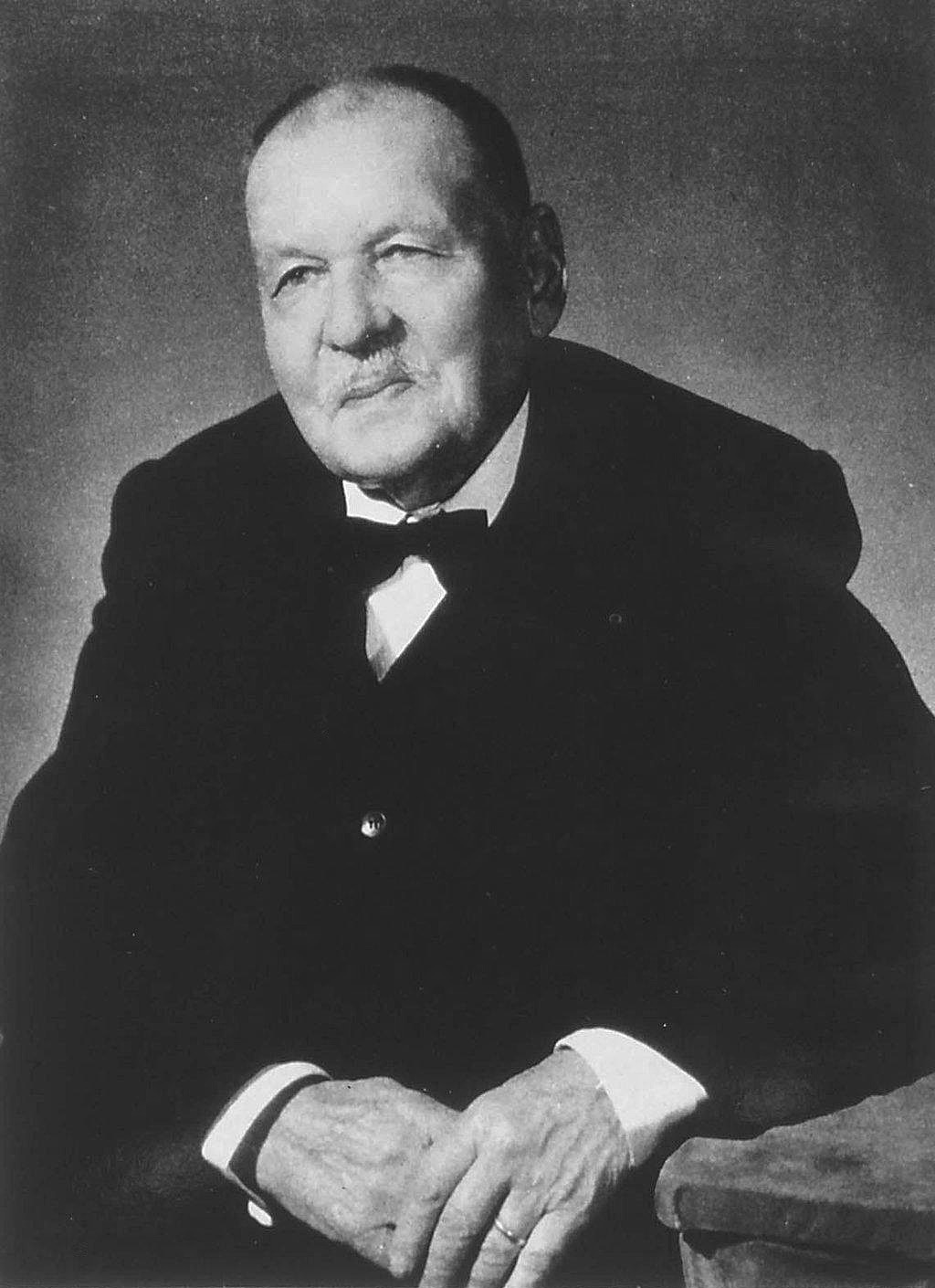
André Piganiol

André Piganiol (* 17. Januar 1883 in Le Havre; † 23. Mai 1968 in Paris) war ein französischer Althistoriker, Epigraphiker und Archäologe. Er war einer der profiliertesten Vertreter der klassischen Altertumswissenschaften, insbesondere der Alten Geschichte, im Frankreich des 20. Jahrhunderts.

## Leben und Wirken
André Piganiol stammte aus wohlhabenden Verhältnissen. Er wurde 1903 in die École normale supérieure in Paris aufgenommen, wo unter anderen René Cagnat zu seinen Lehrern gehörte und ihm die lateinische Epigraphik nahebrachte und ihn für das Thema der römischen Steuerpolitik interessierte. Er hatte Zugang zum Schülerkreis des Soziologen Émile Durkheim und schloss etwa mit Henri Hubert, Marcel Mauss und Henri Lévy-Bruhl lebenslange Freundschaften. 1906 bestand er seine Zugangsprüfung für das Lehramt in den Fächern Geschichte und Geografie. Danach ging er noch im selben Jahr als Mitglied an die École française de Rome. Der damalige Direktor der Institution, der Kirchenhistoriker Louis Duchesne, beeinflusste ihn stark. In seiner bis 1909 andauernden Zeit in Rom befasste sich Piganiol vor allem mit stadt- und provinzialrömischer Archäologie. Nach seiner Rückkehr nach Frankreich war er bis 1919 Gymnasiallehrer in Alençon, Saint-Quentin und Chambéry. Seit 1914 lehrte Piganiol neben dem Schuldienst auch an der Universität Lille. 1916 wurde er mit einer Arbeit zur römischen Steuerpolitik promoviert. 1919 wurde Piganiol auf die Professur für Römische Geschichte an die Universität Straßburg berufen. Dort stand er mit Marc Bloch und Lucien Febvre, den Begründern der Annales-Schule, in Kontakt. Der nächste Karriereschritt erfolgte 1928, als er an die Sorbonne in Paris berufen wurde. Zum Höhepunkt der Karriere wurde die 1942 erfolgte Berufung auf den althistorischen Lehrstuhl des Collège de France. 1954 wurde Piganiol emeritiert.
Piganiol gilt als einer der letzten Universalgelehrten auf dem Gebiet der römischen Geschichte. Hier forschte er zu allen Epochen, legte aber einen Schwerpunkt auf die frühe Römische Republik und die spätantike Römische Kaiserzeit. Anders als viele seiner Fachkollegen konnte er dabei sowohl mit detaillierten Spezialstudien als auch mit Überblicksdarstellungen hervortreten. Neben der Geschichte widmete er sich auch intensiv der Epigraphik und der Archäologie, die er in seine Studien einbezog. In der Archäologie forschte er insbesondere zum gallischen und weströmischen Raum, von besonderer Bedeutung sind seine Studien zu den Katastern von Orange. Er forschte zur römischen Wirtschaft, zur Sozialgeschichte und zu religionshistorischen Themen. Viele seiner Arbeiten lassen einen strukturgeschichtlichen Ansatz spüren und zeigen damit Piganiols Nähe sowohl zum Durkheim-Kreis als auch zur Annales-Schule. Die Forschungen zur römischen Geschichte gelten heute in weiten Teilen als überholt, da sie auch durch den Geist der Zeit beeinflusst waren. Von weiterhin bleibendem Wert ist seine Arbeit zum spätantiken, christlichen römischen Reich. Dabei profitiert die Arbeit auch davon, dass sie mittlerweile von Piganiols Schüler André Chastagnol für eine zweite Auflage überarbeitet wurde. Daneben sind auch einige Einzelstudien bis heute aktuell geblieben.
Das sehr umfassende Werk Piganiols wurde sowohl in Frankreich als auch im Ausland stark rezipiert und gewürdigt. Für seine Leistungen wurde er 1945 in die Académie des Inscriptions et Belles-Lettres aufgenommen, 1950 zum Offizier der Ehrenlegion ernannt. 1951 erfolgte die Aufnahme als korrespondierendes Mitglied in die Akademie der Wissenschaften und der Literatur Mainz, ein Jahr später in die Bayerische Akademie der Wissenschaften. 1967 wurde er korrespondierendes Mitglied der British Academy. 1953 verlieh ihm die Universität Gent die Ehrendoktorwürde. In Clermont-Ferrand wurde ihm zu Ehren das Centre de recherches André Piganiol benannt.